# Paradelphomyia subterminalis
Paradelphomyia subterminalis är en tvåvingeart som beskrevs av Alexander 1958. Paradelphomyia subterminalis ingår i släktet Paradelphomyia och familjen småharkrankar.
Artens utbredningsområde är Sri Lanka. Inga underarter finns listade i Catalogue of Life.